# Горняк (хоккейный клуб, Рудный)
«Горня́к» (каз. Gornák Rýdnyı) — команда по хоккею с шайбой из города Рудный Костанайской области Казахстана. Выступает в Pro Hokei Ligasy.

## История
Команда «Горняк» в Рудном была создана в 1958 году по инициативе руководства Соколовско-Сарбайского горно-обогатительного комбината в лице инженера ЦЛКИП Александра Лескина, начальника отдела кадров Николая Кожина и директора ГОК Николая Сандригайло.
Уже в 1960 году команда из Рудного заняла 6 место в первенстве республиканского спортивного общества «Енбек».
Основу первого состава составляли Виктор Чечнев, Вячеслав Гончар, Лев Вяткин, Александр Бортнов, Вячеслав Соловьев, Владимир Кожевников, Вячеслав Кожевников, Виктор Зеленков, Юрий Котов.
После нескольких призовых мест в чемпионате Казахской ССР, рудненская команда была включена в класс «Б» чемпионата СССР.
Начиная с сезона 1967/68 года была образована казахстанская зона класса «Б», в которой «Горняк» часто становился чемпионом или призёром.
В 1970 году команда была расформирована.
В 1971/72 году команда возрождается под названием «Вымпел». В этом сезоне клуб снова становится чемпионом. Но путёвку во вторую лигу в стыковых играх получил «Строитель» из Караганды.
В 1972/73 году «Вымпел» вновь победжает в зоне, получает путёвку во вторую лигу.
Но в последний момент путёвку передают темиртаускому «Строителю», а «Вымпел» расформировывают.
Лишь в сезоне 1979/80 года команда воссоздается как «Горняк». «Горняк» получил новый ледовый дворец.
Но результаты игры оказались очень слабыми. Клуб под руководством заслуженного тренера Казахстана А. Арбузова занимает последнее место. В следубющем сезоне «Горняк» занимает 5 место (из 7).
В сезоне 1982-83 гг. по решению федерации хоккея СССР в связи с реорганизацией лиг и расформированием класса «Б» «Горняк» был введен в состав Центральной зоны Второй лиги класса «А» чемпионата СССР. Команда выступила крайне неудачно и заняла последнее 13 место. В конце сезона А. Арбузова на посту старшего тренера сменил В. Кузнецов. Удручающим оказался и квалификационный турнир в г. Архангельске. Команда заняла последнее место и потеряла прописку в класс «А».
В 1984 году команда в очередной раз была расформирована.
Долгие годы «Горняк» выступал в первенстве области.
Возрождение хоккея в Рудном произошло в 1999 году. Асхат Мазитов — руководитель фирмы «Амид» при поддержке акима города Евгения Бибина смог возродить клуб.
В 10 чемпионате Казахстана «Куат» завоевал «бронзу». В 2002/03 году «Куат» — четвёртый в чемпионате Казахстана. В 2003 году клуб снова переименовывается в «Горняк».
С сезона 2003/04 «Горняк» выступал в 1 лиге чемпионата России в зоне Урал-Западная Сибирь. В сезоне 2003/04 году завоевал золото в зоне Урал-Западная Сибирь и серебро чемпионата Казахстана.
Сезоны 2004—2005 и 2005—2006 — 1 место в первенстве России и бронзовые медали в чемпионате РК. В 2006/07 году — бронза чемпионата Казахстана, в 2007/08 — серебро, в 2008/09 — снова бронза. В первенстве России серебро в 2007/08.

## Достижения
Чемпионат Казахстана
- Финалист ОЧРК (2): 2003/2004, 2007/2008
- Бронза ОЧРК (6 рекорд): 1998/1999, 2001/2002, 2004/2005, 2005/2006, 2006/2007, 2014/2015

Кубок Казахстана
- Обладатель (2): 2010, 2015
- Бронза (2): 2005, 2008

1 лига России. «Урал-Западный Сибирь»
- Чемпион (1): 2003/2004
- Финалист (1): 2007/2008

## Название клуба
- 1958—1971 — «Горняк»
- 1971—1979 — «Вымпел»
- 1979—1998 — «Горняк»
- 1998—2000 — «Амид»
- 2000—2002 — «Куат»
- с 2002 — «Горняк»